# 손주찬
손주찬(孫珠瓚, 1923년~2005년 11월 20일)는 대한민국의 법학자이다.

## 학력
- 서울대학교 법과대학 졸업
- 서울대학교 법학전문대학원 졸업

## 경력
- 중앙대학교 법학과 교수
- 연세대학교 법학과 교수 및 학장
- 상사법학회장
- 한국항공법학회장
- 한국해법학회장

## 저서
- 상법(상·하)
- 상법개설
- 신공정거래법

## 수상 내역
- 1981년 법률문화상
- 1983년 국민훈장모란장